# Food & Liquor II: The Great American Rap Album Pt. 1
Albums de Lupe Fiasco
Lasers
(2011) Tetsuo & Youth
(2015)
Singles
1. Around My Way (Freedom Ain't Free)
Sortie : 21 mai 2012
2. Bitch Bad
Sortie : 26 juin 2012
3. Lamborghini Angels
Sortie : 14 août 2012
4. Battle Scars
Sortie : 28 août 2012

Food & Liquor II: The Great American Rap Album Pt. 1 est le quatrième album studio de Lupe Fiasco, sorti en septembre 2012. C'est la suite de son tout premier album, Food & Liquor, sorti en 2006.
L'album s'est classé 1er au Top R&B/Hip-Hop Albums et au Top Rap Albums, 4e au Top Digital Albums et au 5e au Billboard 200.

## Historique
Le 4 février 2009, Lupe Fiasco révèle le titre de son prochain album sur son blog, LupEND, et annonce la fin de sa carrière. Mais en raison de conflits avec son label, Atlantic, il sort l'album Lasers en 2011, en laissant de côté des titres enregistrés dès 2009 pour son précédent projet.

## Pochette
La pochette de l'album est entièrement noire. Dans une interview, Lupe Fiasco explique cela comme un challenge envers Atlantic Records, pour « voir s'ils le feraient ». Il avoue aussi s'être inspiré de l'album Man in Black de Johnny Cash.

## Liste des titres
| No  | Titre                                                                         | Auteur                                                                                 | Contient un (des) sample(s) de                                | Durée |
| --- | ----------------------------------------------------------------------------- | -------------------------------------------------------------------------------------- | ------------------------------------------------------------- | ----- |
| 1.  | Ayesha Says (Intro)                                                           | Ayesha Jaco                                                                            |                                                               | 1:56  |
| 2.  | Strange Fruition (featuring Casey Benjamin – Produit par Soundtrakk)          | Wasalu Jaco, Albert Francis, Carl Sigman                                               | (Where Do I Begin) Love Story de Percy Faith                  | 3:41  |
| 3.  | ITAL (Roses) (Produit par 1500 or Nothin')                                    | Jaco, Larrance Dopson, Kenneth Alexander, Brody Brown, Charles Hamilton, Lamar Edwards |                                                               | 4:24  |
| 4.  | Around My Way (Freedom Ain't Free) (Produit par Simonsayz et B-Sides)         | Jaco, M. Buchwald, P. Kantner, Peter Phillips, Corey Penn                              | They Reminisce Over You (T.R.O.Y.) de Pete Rock & C.L. Smooth | 4:15  |
| 5.  | Audubon Ballroom (Produit par Famties & Bullit)                               | Jaco, Thomas Mueller, Marcello Pagin, Christian Buettner                               |                                                               | 4:40  |
| 6.  | Bitch Bad (Produit par The Audibles et Jason Boyd)                            | Jaco, Dominic Jordan, Jimmy Giannos, Jason Boyd                                        |                                                               | 4:49  |
| 7.  | Lamborghini Angels (Produit par Mr. Inkredible)                               | Jaco, Brian Tistog                                                                     | Angels (Remix) de Lupe Fiasco                                 | 3:16  |
| 8.  | Put Em Up (Produit par 1500 or Nothin' et Julian Bunetta)                     | Jaco, Hamilton, Dopson, Brown, Edwards, Alexander, Julian Bunetta                      |                                                               | 3:56  |
| 9.  | Heart Donor (featuring Poo Bear – Produit par The Runners et Jason Boyd)      | Jaco, Boyd, Jermaine Jackson, Andrew Harr                                              |                                                               | 4:00  |
| 10. | How Dare You (featuring Bilal – Produit par Severe)                           | Jaco, Boyd, Andre Samuel, Joesph Mourad                                                |                                                               | 4:09  |
| 11. | Battle Scars (featuring Guy Sebastian – Produit par Pro-Jay et Guy Sebastian) | Jaco, Guy Sebastian, David Harris                                                      |                                                               | 4:10  |
| 12. | Brave Heart (featuring Poo Bear – Produit par The Runners et Boyd)            | Jaco, Boyd, Jackson, Harr                                                              |                                                               | 3:25  |
| 13. | Form Follows Function (Produit par Infamous)                                  | Jaco, Marco Rodriguez-Diaz                                                             |                                                               | 4:22  |
| 14. | Cold War (featuring Jane $$$ – Produit par 1500 or Nothin')                   | Jaco, Brown, Dopson, Hamilton, Edwards, Alexander                                      | One for Ghost de J Dilla                                      | 6:27  |
| 15. | Unforgivable Youth (featuring Jason Evigan – Produit par King David)          | Jaco, Mourad                                                                           |                                                               | 4:55  |
| 16. | Hood Now (Outro) (Produit par 1500 or Nothin')                                | Jaco, Alexander, Dopson, Brown, Edwards, Hamilton, Boyd                                |                                                               | 6:21  |

| 17. | Go to Sleep (Produit par 1500 or Nothin') | Jaco, Edwards, Alexander, Brown, Hamilton, Dopson | 4:32 |